# 방콕 데인저러스 (2008년 영화)
《방콕 데인저러스》(Bangkok Dangerous)는 미국에서 제작된 옥사이드 팽 감독의 2008년 액션, 범죄, 스릴러 영화이다. 니콜라스 케이지 등이 주연으로 출연하였고 니콜라스 케이지 등이 제작에 참여하였다. 태국 영화의 하나인 1999년 데뷔작 방콕 데인저러스의 리메이크로서, 케이지의 제작 기업 새턴 필름스는 리메이크 판권을 구매하였다.
작업 중인 제목은 빅히트 인 방콕(Big Hit in Bangkok)과 타임 투 킬(Time to Kill)이었으며 영화 촬영은 2006년 8월 방콕에서 시작되었다. 이 영화는 이니셜 엔터테인먼트 그룹에 의해 재정적인 지원을 받았으며 라이언스게이트 필름스는 북아메리카 배급권을 취득했다. 이 영화는 2008년 9월 5일 북아메리카에 개봉하였다.

## 출연

### 주연
- 니콜라스 케이지
- 샤크릿 얌남
- 양채니
- 니라티사이 칼야루엑

### 조연
- 숀 딜레이니
- 판워드 헴마니
- 돔 헤트라쿨
- 필립 웨일리
- 제임스 위드

## 기타
- 라인프로듀서: 크리스 로웬스타인
- 미술: 제임스 윌리엄 뉴포트
- 세트: 위툰 수앙야이
- 의상: 크리스틴 M. 버크